# 堀総士郎
堀 総士郎（ほり そうしろう、8月21日 - ）は、日本の男性声優。北海道出身。81プロデュース所属。

## 略歴
2012年にアミューズメントメディア総合学院声優タレント学科卒業。2014年4月1日に81プロデュースの所属となる。

## 人物
趣味・特技は散歩、大食い。方言は北海道弁。

## 出演

### テレビアニメ
2014年
- クロスアンジュ 天使と竜の輪舞（2014年 - 2015年、近衛兵、市民）

2015年
- 終物語（クラスメイト）

2016年
- アイカツスターズ!（2016年 - 2017年、スタッフ、店員）
- かみさまみならい ヒミツのここたま（2016年 - 2017年、おじいさん、バナナおじさん、田中さん）
- この素晴らしい世界に祝福を!（馬小屋のご近所さん）
- ハイスクール・フリート（委員）
- パズドラクロス（衛生課職員）
- ポケットモンスター XY&Z（兵士）
- ポケットモンスター サン&ムーン（2016年 - 2019年、ジップ）
- 名探偵コナン（TVレポーター、刑事）

2017年
- リトルウィッチアカデミア（老人、小トロル、僧侶）
- ゼロから始める魔法の書（国家騎士B、十三番の手下B、魔術師団D）
- トミカハイパーレスキュー ドライブヘッド 機動救急警察（職員B）
- バチカン奇跡調査官（ヨシュア）
- 賭ケグルイ（男子生徒）
- 将国のアルタイル（クルチュ兵、難民A、副官B、将軍B）

2018年
- 一人之下 羅天大醮篇/全性篇（復徳、栄山）
- 東京喰種トーキョーグール:re（下口房）
- ゴールデンカムイ（2018年 - 2020年、騎手、イリヤ） - 2シリーズ
- こねこのチー ポンポンらー大旅行（Adam）
- パズドラ（2018年 - 2021年、司会者、アナウンサー）
- 千銃士（パン屋親方）
- キラッとプリ☆チャン（2018年 - 2021年、老人、科学者、ピッチャー、記者、審査員 他）
- ゆらぎ荘の幽奈さん（魚人）
- メジャーセカンド（教師）
- 夢王国と眠れる100人の王子様（衛兵）
- カードファイト!! ヴァンガード（暗黒の盾 マクリール）
- 1日外出録ハンチョウ（黒服B）
- ユリシーズ ジャンヌ・ダルクと錬金の騎士（ドンレミ村村長）
- DOUBLE DECKER! ダグ&キリル（デモメンバーA、警官）
- キラキラハッピー★ ひらけ!ここたま（男性客）
- ゴブリンスレイヤー（冒険者）
- 殺戮の天使（警察官）

2019年
- ドメスティックな彼女（立ち飲み屋の店長）
- 聖闘士星矢 セインティア翔（邪霊士B）
- グリムノーツ The Animation（住民A、商人）
- ひとりぼっちの○○生活（数学の先生）
- MIX（山倉）
- ワンパンマン（マーシャルゴリラ、バタフライDX）
- 炎炎ノ消防隊（2019年 - 2020年、住民、第4隊員、守衛、ドミニオンズ、第7隊員） - 2シリーズ
- ダンジョンに出会いを求めるのは間違っているだろうか（2019年 - 2025年、猫人、マグニ） - 2シリーズ
- キャロル&チューズデイ（ラッキー）
- PSYCHO-PASS サイコパス 3（パザロフ・トリスコフ）
- ハイスコアガールII（客E）
- Fairy gone フェアリーゴーン（ブラン・ザカイア）
- 七つの大罪 神々の逆鱗（2019年 - 2020年、巨人族、死霊、聖騎士）
- Fate/Grand Order -絶対魔獣戦線バビロニア-（2019年 - 2020年、ウルク兵士）

2020年
- 恋する小惑星（保護者、ガウス、木ノ幡旭、試験官）
- ブレーカーズ（実況、監督、医師、審判、アナウンス）
- SHOW BY ROCK!! シリーズ（2020年 - 2021年、村民、手下、マモーレ男、係員、パーマ 他） - 2シリーズ
- ドロヘドロ（運転手）
- ソマリと森の神様（図書館の来訪者）
- 異種族レビュアーズ（美食家、傭兵）
- デュエル・マスターズ シリーズ（2020年 - 2022年、絶対の楯騎士、「非道」の鬼 ゴウケン齋、禁断竜王 Vol‐Val‐8、地龍神 バラフィオル、「楯騎士」〈アブソリュート.Star〉 他） - 4シリーズ
- 22/7（観客）
- グレイプニル（男性アナウンサー）
- ミュークルドリーミー（2020年 - 2021年、店長、牛モンスター）
- 社長、バトルの時間です!（上司マジュー、シルドネラたち）
- イエスタデイをうたって（運転手）
- モンスター娘のお医者さん（頭目）
- フルーツバスケット（医師）
- とある科学の超電磁砲T（ホテル従業員）
- モグモグモギュー（博士）
- 神様になった日（金魚すくい屋台主）
- アイドリッシュセブン Second BEAT!（警備員B）

2021年
- 魔術士オーフェンはぐれ旅 キムラック編（男達）
- 約束のネバーランド（男）
- ひぐらしのなく頃に業（店主、村人） - 2シリーズ
- IDOLY PRIDE（観客C、カメラマン）
- たとえばラストダンジョン前の村の少年が序盤の街で暮らすような物語（ケンゴ）
- ゆるキャン△ SEASON2（運転代行スタッフ）
- 不滅のあなたへ（2021年 - 2023年、村の男、従者、リーンの父、船長、島民 他） - 2シリーズ
- Vivy -Fluorite Eye's Song-（トァク5、トァク1、トァク2）
- シャドーハウス
- 月が導く異世界道中（長老①）
- さんかく窓の外側は夜（通行人男性、幹部、議員、松見）
- 無職転生 〜異世界行ったら本気だす〜（男団員A）
- プラオレ!〜PRIDE OF ORANGE〜（親父）
- やくならマグカップも 二番窯（客A）
- サクガン（電気店店主）

2022年
- デリシャスパーティ♡プリキュア（2022年 - 2023年、ウバウゾー、モットウバウゾー、ゴッソリウバウゾー、館長、支配人 他）
- 薔薇王の葬列（男性貴族B）
- 平家物語（兵士2、兵2）
- 現実主義勇者の王国再建記（ヘルマン・ノイマン）
- 境界戦機（PMC隊員）
- ニンジャラ（店主、住人）
- 異世界おじさん（街の人、町人）
- 組長娘と世話係（金平大地）
- RWBY 氷雪帝国（放送）
- 邪神ちゃんドロップキックX（地元民A）
- 転生賢者の異世界ライフ 〜第二の職業を得て、世界最強になりました〜（カイゼル）
- ぼっち・ざ・ろっく!（気象予報士）
- 陰の実力者になりたくて!（教団兵）

2023年
- REVENGER（部下B、同心C、火吹きダルマ、博徒B、酔っ払い 他）
- UniteUp!（2023年 - 2025年、兼森、クラスメイト、ラジオDJ、職員） - 2シリーズ
- 大雪海のカイナ（バルギア兵士）
- 人間不信の冒険者たちが世界を救うようです（宿の主人）
- デッドマウント・デスプレイ（神官、チンピラ、警察官、火吹き蟲、男） - 2シリーズ
- マイホームヒーロー（メンバー3、メンバー5）
- 異世界はスマートフォンとともに。2（ジョゼフ）
- おかしな転生（マスコミの声1、盗賊3、側近A、貴族2）
- ゾン100〜ゾンビになるまでにしたい100のこと〜（先輩F、ゾンビB）
- 贄姫と獣の王（議員B、老人）
- スパイ教室
- 冒険大陸 アニアキングダム（ブラッキオ、動物たち、ゴリラたち）
- め組の大吾 救国のオレンジ（2023年 - 2024年、隊員A、隊員C、指揮隊長の声）
- B-PROJECT〜熱烈*ラブコール〜（記者、スタッフ、製作委員会、舞台演出家、店主）
- オーバーテイク!（パン職人、商店街の方々）
- ひきこまり吸血姫の悶々（隊員B）
- アイドルマスター ミリオンライブ！（現場監督）
- 経験済みなキミと、経験ゼロなオレが、お付き合いする話。（校長）

2024年
- 治癒魔法の間違った使い方（ゴムル、ブルーグリズリー）
- BEYBLADE X（2024年 - 2025年、マッチョ、老人、教授、管理人）
- 結婚指輪物語（深淵王の騎士）
- 望まぬ不死の冒険者（ギルド職員）
- ゆびさきと恋々（電車アナウンス）
- 刀剣乱舞 廻 -虚伝 燃ゆる本能寺-（徳川家康）
- 転生したらスライムだった件（貴族1）
- 終末トレインどこへいく?（ウォーカー）
- バーテンダー 神のグラス（客2）
- 魔法科高校の劣等生（波多江大尉）
- 俺は全てを【パリイ】する 〜逆勘違いの世界最強は冒険者になりたい〜（依頼主〈主任〉、人間A、将軍、親方）
- 異世界失格（街の住人）
- 女神のカフェテラス（温泉客）
- シャドウバースF（おじさん）
- 菜なれ花なれ（客、パウロ・アヴェイロ）
- 2.5次元の誘惑（風祭慎太郎）
- 逃げ上手の若君（白骨）
- 僕の妻は感情がない（相川）
- 甘神さんちの縁結び（参拝客）
- らんま1/2 (2024)（通行人）
- ソードアート・オンライン オルタナティブ ガンゲイル・オンラインII（BKA）
- アイドルマスター シャイニーカラーズ 2nd season（番組スタッフ）
- デリコズ・ナーサリー（アンゼルム）
- 魔王2099（通行人A）
- 歴史に残る悪女になるぞ（学者）
- 百姓貴族（養鶏実習の先生、5をくれた先生、夏休み全滅の生徒）
- 来世は他人がいい（組員）

2025年
- チ。-地球の運動について-（村長、男、男）
- 魔法使いの約束（市民、兵士）
- ギルドの受付嬢ですが、残業は嫌なのでボスをソロ討伐しようと思います（無口な男、幹部）
- 全修。（町民たち、伐隊たち）
- アラフォー男の異世界通販（ユーパトリウム子爵）
- Dr.STONE SCIENCE FUTURE（ゼノ兵）
- ざつ旅-That's Journey-（男性タレント）
- 日々は過ぎれど飯うまし（たかお食堂客）
- 宇宙人ムームー（カラオケ研、実行委員）
- ドラえもん（テレビ朝日版第2期）（コメンテーター）
- 黒執事 -緑の魔女編-（人買い）
- ウィッチウォッチ（飼い主、芸人1）
- 中禅寺先生物怪講義録 先生が謎を解いてしまうから。（繁爺）
- 未ル わたしのみらい（不良）
- 一瞬で治療していたのに役立たずと追放された天才治癒師、闇ヒーラーとして楽しく生きる（使者、執事）
- 勘違いの工房主〜英雄パーティの元雑用係が、実は戦闘以外がSSSランクだったというよくある話〜（村長A）
- 九龍ジェネリックロマンス（男性B）
- 気絶勇者と暗殺姫（奴隷商人）
- その着せ替え人形は恋をする Season 2（化学教師）
- ニャイト・オブ・ザ・リビングキャット（男性、シゲアキ＝ウィンターズ）
- 雨と君と（花火大会観客）
- 強くてニューサーガ（副隊長）

### 劇場アニメ
2010年代
- ペンギン・ハイウェイ（2018年、ウエダ）
- プロメア（2019年）
- 海獣の子供（2019年、ドクター）

2020年代
- 映画 えんとつ町のプペル（2020年、町人）
- 夏目友人帳 石起こしと怪しき来訪者（2021年、地蔵顔の小妖怪）
- Gのレコンギスタ III 宇宙からの遺産（2021年、メカニック）
- 劇場版 抱かれたい男1位に脅されています。〜スペイン編〜（2021年、ミコリナの客）
- 映画 デリシャスパーティ♡プリキュア 夢みる♡お子さまランチ!（2022年、ウバウゾー）
- THE FIRST SLAM DUNK（2022年、竹中先輩）
- 劇場版 SPY×FAMILY CODE: White（2023年、シェフ）
- コードギアス 奪還のロゼ（2024年、ネオ・ブリタニア兵）

### OVA
- ゆらぎ荘の幽奈さん（2018年、おやっさん） - コミックス第13巻アニメBD同梱完全受注限定版
- エロマンガ先生（2019年、おじさん軍団）

### Webアニメ
- DEVILMAN crybaby（2018年、タカハマ〈川高〉）
- ゼノンザード THE ANIMATION（2019年、ビホルダーグループの幹部）
- ガンダムビルドダイバーズRe:RISE（2019年 - 2020年、長老、エルドラの民） - 2シリーズ[一覧 10]
- 爆丸エボリューションズ（2022年 - 2023年、ジェームズ・ショート）
- 爆丸レジェンズ（2023年、ジェームズ・ショート）
- Duel Masters LOST 〜追憶の水晶〜（2024年、先生）
- タコピーの原罪（2025年、作業員[14]、アナウンサー[26]）

### ゲーム
2014年
- 幕末メイドルナイト（徳河将軍）

2015年
- アブナイ恋の捜査室〜Eternal（北川 他）
- クロノスブレイド（アポロン 他）
- Happiness - aura

2018年
- 夜明けのベルカント（ミハエル・ベルゲングリューン）

2019年
- プリンセスコネクト！Re:Dive（王宮騎士）
- VARIOUS DAYLIFE（ブルーノ・システィーナ）
- デュエル・マスターズ プレイス（2019年 - 2020年、混沌の獅子デスライガー、怪神兵ナグール、騎兵総長キュラトプス、原始の棍棒、銀の戦斧、戦艦男、緑神龍グレガリゴン）

2020年
- ファイナルファンタジーVII リメイク

2021年
- ブレイブリーデフォルトII（グラン・ブース）

2022年
- eBASEBALLパワフルプロ野球2022（手塚隆文）
- コードギアス 反逆のルルーシュ ロストストーリーズ

2023年
- ホグワーツ・レガシー（フィニアス・ナイジェラス・ブラック、オミニス・ゴーント、ディーク）

2024年
- 聖剣伝説 VISIONS of MANA（シルフィード）

### ドラマCD
- THE IDOLM@STER MILLION THE@TER GENERATION 13 りるきゃん 〜3 little candy〜（2019年、怖い人）

### BLCD
- 愛は金なり（2019年、男[41]）

### 吹き替え

#### 映画
- アーカイヴ
- アイガー北壁（見物人物）※BSテレ東版
- 悪女/AKUJO
- 悪の偶像（ジュンシク〈ソル・ギョング〉）
- アダム&アダム
- アメリカン・アニマルズ (チャズ・アレン〈本人役〉)
- アンダーカバー・じーさん (パパ〈ジョナサン・ヒギンス〉)
- アンダー・ザ・シルバーレイク（コミック・マン〈パトリック・フィスクラー〉）
- イコライザー2（アリ[42] 他）
- 祈りのちから（トム）
- INFINI インフィニ（モントーリ・リース）
- オンリー・ザ・ブレイブ
- ガーディアンズ・オブ・ギャラクシー:リミックス（オブロ[43]）
- 帰ってきたヒトラー（ニルス 他）
- 完全なるチェックメイト（シュミット 他）
- 君の名前で僕を呼んで（常連客男[44]）
- 希望のかなた（マズダック〈サイモン・フセイン・アルバズーン〉）
- キャッシュトラック
- キャメラを止めるな!（ギャビー〈イヴォン・マルタン（フランス語版）〉[45]）
- グリーンブック（ステージ係[46]）
- ゲルニカ（ピエール）
- 権力に告ぐ（ヤン・ミニョク〈チョ・ジヌン〉）
- くるみ割り人形と秘密の王国（糖蜜男）
- 江南ブルース（ヤケド）
- ゴジラvsコング（ガード[47]）
- COP CAR/コップ・カー（警官）
- search/サーチ（ジョン、クラスメイト 他）
- ザ・スクワッド（グレゴワル）
- ザ・ラスト・マーセナリー[48]
- 三銃士/王妃の首飾りとダ・ヴィンチの飛行船（盗賊）
- サンタクラリータ・ダイエット（ナバック校長）
- ジェントルメン（ヘンリー〈ジョージ・アスプリー〉[49]）
- ジャングル・クルーズ（尾行男[50]）
- ジョシーとさよならの終末（アーロン）
- 死霊のえじき（バブ〈シャーマン・ハワード〉、ジョンソン〈グレゴリー・ニコテロ〉）
- スターリンの葬送狂騒曲（ゲオルギー・マレンコフ〈ジェフリー・タンバー〉）
- スプリー（マイルズ・マンダーヴィル〈カイル・ムーニー〉、リチャード〈フランキー・グランデ〉[51]）
- スランバーランド（カナダ人〈イザーク・スミス〉）
- 潜入者（オスピーナ）
- ソニック・ザ・ムービー/ソニック VS ナックルズ（祭司[52]）
- ダンボ（船長）
- チャーリーズ・エンジェル（ラルフ〈デビッド・シュッター〉[53]）
- チューリップ・フィーバー 肖像画に秘めた愛（ウィレム・ブロック〈ジャック・オコンネル〉）
- 沈黙の激戦（アーヤン・アル＝ムジャーヒド）
- ナイスガイズ!（ポールセン）
- ナイル殺人事件 (コンシェルジェ〈シド・セイガー〉)
- パーティで女の子に話しかけるには（PTウォルド〈トム・ブルック〉）
- バーニング・オーシャン（デヴィッド・シムズ〈ジョー・クレスト〉）[54]
- バービー（重役1[55]）
- ハクソー・リッジ（グール）
- 犯罪都市 PUNISHMENT（イ課長[56]）
- ピーターラビット2/バーナバスの誘惑（ペット店員[57]）
- ファイナル・プラン (ラモン・ホール捜査官〈アンソニー・ラモス〉)
- フェノミナ（シャビロ〈マリオ・ドナトネ〉 ）
- ブラック・クローラー（キャッシュ〈アンソニー・シャープ〉）
- ブラック・バタフライ（捜査官）
- ブラックパンサー（リンバニ〈デヴィッド・S・リー〉[58]）
- プラットフォーム（バハラット〈エミリオ・ブアレ〉[59]）
- プリズン・ダウン（レブ 他）
- プロジェクトV（カメレオン[60]）
- ヘレディタリー/継承
- ベン・イズ・バック （クレイトン〈マイケル・エスパー〉）
- マギー（メイソン）
- 魔女がいっぱい（料理長〈フィリップ・スポール〉[61]）
- マシンガン・プリーチャー（信者 他）
- マトリックス レザレクションズ（ゼン〈デウス・マキナ社員〉[62]）
- マレフィセント2[63]
- モータルコンバット  Mortal Kombat（2021年） (カバル)
- モンスターズ/新種襲来（アリ 他）
- ラ・ラ・ランド（ジョシュ）
- ランボー ラスト・ブラッド (青年)※劇用公開版
- レジェンド・オブ・ドラゴン 鉄仮面と龍の秘宝 (船長)
- ワイルド・スピード/スーパーコンボ（パイロット1[64]）

#### ドラマ
- イニョプの道（兵士）
- ヴィンチェンツォ[65]
- エイリアニスト（ルシアス・アイザックソン）
- お騒がせ探偵!スペンサー・シスターズ（アラスター〈フセイン・マダヴィ〉[66]）
- カウンターパート/暗躍する分身
- 客主〜商売の神〜（コムベ）
- シー・ハルク:ザ・アトーニー（ポーキュパイン）
- シカゴ P.D.（ダニー）
- STALKER:ストーカー犯罪特捜班（クラーク）
- ツイン・ピークス The Return（ジーン）
- DIVORCE/ディボース（セバスチャン）
- ドクター・フー（ナードル）
- トッケビ〜君がくれた愛しい日々〜（パク・チュンホン）
- HAWAII FIVE-0 シーズン6（ルーク・ナカノ）
- フィアー・ザ・ウォーキング・デッド シーズン3（ブレイク）
- ブルックリン・ナイン-ナイン（テッド）
- Physical（ダニー・ルービン〈ローリー・スコーヴェル〉）
- HOMELAND シーズン6（トムズ）
- ランナウェイズ（デイル・ヨークス）
- LUCIFER/ルシファー（ディエゴ）
- コードネーム: ウイスキー&キャバリエ -ふたりは最強スパイ-（ジェイ・ダッタ〈ヴィール・ダース〉）

#### テレビ番組
- キャンドル・コーヴ（ティム・ヘイゼル）

#### アニメ
- アイス・エイジ バックの大冒険（ビーバー）
- アダムス・ファミリー
- アバローのプリンセス エレナ（リコ）
- ギレルモ・デル・トロのピノッキオ[67]
- ジェイコブと海の怪物
- スマーフ（スケアディ[68]）
- ソウルフル・ワールド（ドリアン[69]）
- ちいさなプリンセス ソフィア（セルジオ=アダーシオ）
- 天官賜福（神官、賞金稼ぎ、鬼）
- トイ・ストーリー4（ベンソン）
- 2分の1の魔法（スタンドの犠牲者[70]）
- ノーノーのミニミニ大冒険（マガイヴァー[71]）
- はたらくクルマのスティンキーとダーティー（チップ）
- パラダイス警察
- ブレイベスト・ウォリアーズ（ウォロー[72]）
- マーベル スパイダーマン（アレクセイ、ライノ）
- マスターオブスキル For the GLORY（実況男1[73]）
- ミッシング・リンク 英国紳士と秘密の相棒（ウィラード・ステンク[74]）
- ミラベルと魔法だらけの家[75]
- みんなあつまれ!ワンダーパーク（クーパー）
- ヨウゼン（モヒカンの海賊[76]）
- 弱虫スクービーの大冒険
- ライオン・ガード（ムハングス）

### ボイスオーバー
- あさイチ
- SFリアル サイバー戦争の世紀
- コズミックフロント☆NEXT
- サイエンスZERO
- 新天地に挑んだ日本人
- ドキュメンタリーWAVE
- にっぽん!歴史鑑定
- ニュースウオッチ9
- 8.12 日航ジャンボ機墜落事故30年の真相
- 日立 世界・ふしぎ発見!
- マツコの知らない世界

### テレビ番組
- 30XX年まで生き残れ!衝撃!世界の健康法SP（ナレーター）
- 民謡魂 ふるさとの歌

### オーディオブック
- 天地明察（2015年、島田貞継）
- 永遠の0（2016年、江村誠一）
- 空飛ぶ卵の右舷砲（2019年、ヤブサメ以外の男性キャラ[77]）
- クラスメイトが使い魔になりまして 1～2（2020年 - 2021年、男性モブ（1巻）[78]、想太の父（2巻）[79] ほか）
- 史上最強オークさんの楽しい種付けハーレムづくり（2020年、ランドール ほか[78]）
- 元将軍のアンデッドナイト（2020年、タイタン＋オーボック伯爵 ほか[80]）
- ヒイラギエイク（2021年、仁科一二三 ほか[81]）
- 飽くなき欲の秘蹟（2022年、音頭[82] ほか）

### デジタルコミック
- ヒーローくんに恋してるっ!（2020年、おじいちゃん[83]）
- キミと結婚なんかしない!（2021年、お父さん[84]）
- 未亡人エルフの金森さん（2023年、スナックの客A[85]）
- アニコミ 元武王のおっさんと、万魔王と呼ばれた娘。～ほのぼの父娘の殺伐無双～（2023年、ブルダン[86]）

### パチスロ
- 幕末メイドルナイト（徳河将軍）

### その他コンテンツ
- VR×マンガ「夢の相談所」（2017年、おじいさん[87]）
- マスクプレイミュージカル『デリシャスパーティ♡プリキュア ドリームステージ』（2022年、モットウバウゾー[88]）

### シリーズ一覧
1. ↑  第一期（2018年）、第三期（2020年）
2. ↑  第1期（2019年）、第2期『弐ノ章』（2020年）
3. ↑  第2期『II』（2019年）、第5期『V 豊穣の女神篇』（2024年 - 2025年）
4. ↑  『ましゅまいれっしゅ!!』（2020年）、『STARS!!』（2021年）
5. ↑  【デュエル・マスターズ（2017年版）】

第3期『デュエル・マスターズ!!』（2020年）

【デュエル・マスターズ キング】

第1期（2020年 - 2021年）、第2期『キング！』（2021年 - 2022年）、第3期『キングMAX』（2022年）
6. ↑  『業』（2021年）、続編『卒』（2021年）
7. ↑  第1シリーズ（2021年）、第2シリーズ（2022年 - 2023年）
8. ↑  第1期（2023年）、第2期『-Uni:Birth-』（2025年）
9. ↑  第1クール（2023年）、第2クール（2023年）
10. ↑  1st Season（2019年）、2nd Season（2020年）